# بختاجرد (مقاطعة داراب)
بختاجرد (بالفارسية: بختاجرد) هي قرية تقع في إيران في البلدة المركزية. يقدر عدد سكانها بـ 889 نسمة بحسب إحصاء 2016.